# Booker Ervin
Booker Telleferro Ervin II (31 de octubre de 1930 – 31 de julio de 1970) fue un saxofonista tenor estadounidense. Su manera de tocar el tenor estuvo caracterizada por un sonido fuerte, duro y un fraseo de estilo blues/gospel. Es conocido por su asociación con el bajista Charles Mingus.

## Biografía
Ervin nació en Denison, Texas. Primero aprendió a tocar el trombón con su padre, quién tocó el instrumento con Buddy Tate. Después de dejar la escuela se unió a la Fuerza Aérea de los Estados Unidos, estacionada en Okinawa y durante ese tiempo aprendió a tocar el saxo tenor. Después de completar su servicio en 1953, estudia en el Berklee College of Music en Boston. Se traslada a Tulsa en 1954 y toca con la banda de Ernie Fields.
Ervin se trasladó a Nueva York para unirse al cuarteto de Horace Parlan, con quien grabe Up & Down y Happy Frame of Mind (ambos para Blue Note Records). Ervin trabajó con Charles Mingus de 1956 a 1963, apareciendo en "Goodbye Pork Pie Hat" en el álbum Ah Um, "Wednesday Night Prayer Meeting" en Blues and Roots, en todo Mingus at Antibes (salvo "What Love?") y Mingus Mingus Mingus Mingus Mingus. Durante los años 60 Ervin también dirigió su propio cuarteto, grabando para Prestigie con el pianista Jaki Byard, junto con el bajista Richard Davis y Alan Dawson en la batería. 
Ervin más tarde ha grabado para Blue Note Records y tocado con el pianista Randy Weston, con quien graba entre 1963 y 1966. Weston ha dicho: "Booker Ervin, para mí, estaba en el mismo nivel que John Coltrane. Era un saxofonista completamente original .... Era un maestro."
Ervin murió de enfermedad del riñón en Nueva York en 1970.

## Discografía

### Como líder
- 1960: The Book Cooks (Bethlehem)
- 1960: Cookin' (Savoy)
- 1961: That's It! (Candid)
- 1963: Exultation! (Prestige)
- 1963: Gumbo! (Prestige) with Pony Poindexter
- 1963: The Freedom Book (Prestige)
- 1964: The Song Book (Prestige)
- 1964: The Blues Book (Prestige)
- 1964: The Space Book  (Prestige)
- 1965: Groovin' High (Prestige)
- 1965: The Trance (Prestige)
- 1965: Setting the Pace (Prestige) - with Dexter Gordon
- 1966: Heavy!!! (Prestige)
- 1966:  Structurally Sound (Pacific Jazz)
- 1967:  Booker 'n' Brass (Pacific Jazz)
- 1968:  The In Between  (Blue Note)
- 1968: Tex Book Tenor (Blue Note)
- Back from the Gig (1964-68 [1976]) - compilación de tomas originales, luego aparecieron algunas en el álbum de Horace Parlan Happy Frame of Mind en 1988 y en el de Ervin Tex Book Tenor en 2005.

### Como sideman
Con Bill Barron
- Hot Line (Denon, 1962)

Con Jaki Byard
- Out Front! (Prestige, 1964)

Con Teddy Charles
- Jazz in the Garden at the Museum of Modern Art (Warwick, 1960)

Con Ted Curson
- Urge (Fontana, 1966)

Con Núria Feliu
- Núria Feliu con Booker Ervin (Edigsa, 1965)

Con Roy Haynes
- Cracklin' (New Jazz, 1963)

Con Andrew Hill

- Grass Roots (Blue Note, 1968)

Con Eric Kloss
- In the Land of the Giants (Prestige, 1969)

Con Lambert, Hendricks & Bavan
- Havin' a Ball at the Village Gate (RCA, 1963)

Con Charles Mingus
- Jazz Portraits: Mingus in Wonderland (United Artists, 1959)
- Mingus Ah Um (Columbia, 1959)
- Mingus Dynasty (Columbia, 1959)
- Blues & Roots (Atlantic, 1959)
- Mingus at Antibes (Atlantic, 1960 [1976])
- Reincarnation of a Lovebird (Candid, 1960)
- Oh Yeah (Atlantic, 1961)
- Tonight at Noon (Atlantic, 1957-61 [1965])
- Mingus Mingus Mingus Mingus Mingus (Impulse!, 1963)

Con Horace Parlan
- Up & Down (Blue Note, 1961)
- Happy Frame of Mind (Blue Note, 1963 [1988])

Con Don Patterson
- The Exciting New Organ of Don Patterson (Prestige, 1964)
- Hip Cake Walk (Prestige, 1964)
- Patterson's People (Prestige, 1964)
- Tune Up! (Prestige, 1964 [1971])

Con Mal Waldron
- The Quest (New Jazz, 1961)

Con Randy Weston
- Highlife (Colpix, 1963)
- Randy (Bakton, 1964) - also released as African Cookbook (Atlantic) in 1972
- Monterey '66 (Verve, 1966)